# Centrolene sanchezi
A Centrolene sanchezi a kétéltűek (Amphibia) osztályába, a békák (Anura) rendjébe, ezen belül az üvegbékafélék (Centrolenidae) családjának Centrolene nemébe tartozó faj.

## Előfordulása
Kolumbiában él, endemikus. Természetes élőhelye a szubtrópusi és trópusi hegyi erdők és folyóvizek. Veszélyeztetettségi státusza kevéssé ismert.